# جاكي مكنمارا سينيور
جاكي مكنمارا سينيور (بالإنجليزية: Jackie McNamara, Sr.)‏ هو لاعب كرة قدم بريطاني في مركزي الدفاع وقلب الدفاع، ولد في 19 سبتمبر 1952 في غلاسكو في المملكة المتحدة. لعب مع نادي سلتيك ونادي غرينوك مورتون ونادي هيبرنيان.